# تأمين المسؤولية
تأمين المسؤولية هو جزء من نظام التأمين العام لحماية المؤمَّن له من مخاطر الالتزامات القانونية التي تفرضها الدعاوى القضائية والمطالبات المماثلة ويحمي المُؤمَّن له إذا رفعت عليه دعوى قضائية تقع ضمن تغطية بوليصة التأمين.
أنشأت الشركات الفردية التي واجهت خطرًا مشتركًا في الأصل مجموعةً وأطلقت صندوقًا للمساعدة الذاتية يُدفع منه تعويض في حالة تكبد أي عضو خسارة (أي شركة تأمين متبادل). أما النظام الحديث فيعتمد على شركات تسعى عادةً للربح، لإتاحة الحماية من مخاطر محددة مقابل علاوة.
صُمِّم تأمين المسؤولية لتقديم حماية خاصة من مطالبات التأمين من طرف ثالث، أي أن الدفع لا يجري عادةً للمؤمن له، بل إلى شخص يعاني من خسارة ليس طرفًا في عقد التأمين. لا يُغطى الضرر الناجم عن قصد عمومًا وكذلك المسؤولية التعاقدية بموجب وثائق تأمين المسؤولية. عند تقديم مطالبة يقع على شركة التأمين واجب (وحق) الدفاع عن المؤمن له.
لا تؤثر التكاليف القانونية للدفاع عادة على حدود السياسة ما لم تنص السياسة صراحة على خلاف ذلك؛ هذه القاعدة الافتراضية مفيدة لأن تكاليف الدفاع تميل إلى الارتفاع عندما تُحوّل القضايا إلى المحاكمة. يكون الجزء الدفاعي من البوليصة في الواقع أكثر قيمة من التأمين في كثير من الحالات.

## الأسماء
ومن أسمائه: تأمين من المسؤولية أو تأمين ضد مسؤولية الحوادث (ويسمى بالإنكليزية بما ترجمته تأمين الطرف الثالث أيضًا)